# Lijst van rijksmonumenten op Terschelling

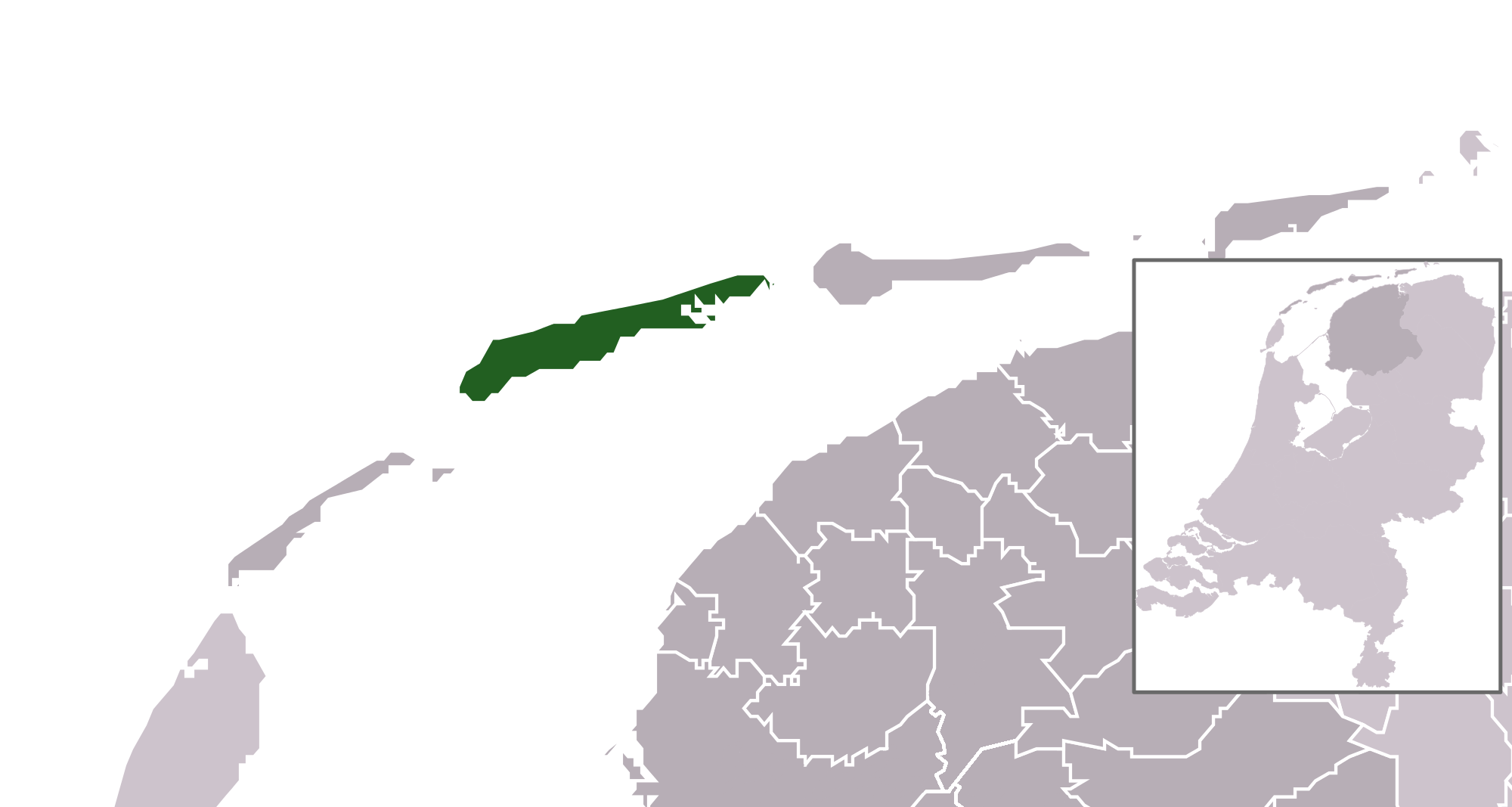
Terschelling

De gemeente Terschelling telt 111 inschrijvingen in het rijksmonumentenregister. Hieronder een overzicht.

## Formerum
De plaats Formerum (Fries: Formearum) telt 16 inschrijvingen in het rijksmonumentenregister. Zie de Lijst van rijksmonumenten in Formerum voor een overzicht.

## Hoorn
De plaats Hoorn (Aasters: Hoane, Fries: Hoarn) telt 9 inschrijvingen in het rijksmonumentenregister. Zie Lijst van rijksmonumenten in Hoorn (Terschelling) voor een overzicht.

## Lies
De plaats Lies telt 9 inschrijvingen in het rijksmonumentenregister. Zie de Lijst van rijksmonumenten in Lies voor een overzicht.

## Midsland
De plaats Midsland (Midslands: Meslôns, Fries: Midslân) telt 13 inschrijvingen in het rijksmonumentenregister. Zie de Lijst van rijksmonumenten in Midsland voor een overzicht.

## Oosterend
De plaats Oosterend (Aasters: Aastrein, Fries: Aasterein) telt 4 inschrijvingen in het rijksmonumentenregister.
| Object                                                                                | Oorspronkelijke functie? | Bouwjaar          | Architect | Locatie                                                                                       | Coördinaten?                  | Nr.?  | Afbeelding        |
| ------------------------------------------------------------------------------------- | ------------------------ | ----------------- | --------- | --------------------------------------------------------------------------------------------- | ----------------------------- | ----- | ----------------- |
| Boerderij met staltopgevel met gesneden borden                                        | Boerderij                | 1879 (voorhuis)   |           | Lijkweg 3 (tot 2010: Oosterend 21)                                                            | 53° 24' 16" NB, 5° 22' 38" OL | 35125 | Meer afbeeldingen |
| Stolphoeve met gang in het midden en kamers aan beide zijden, beide met lage zijmuren | Boerderij                | 1896              |           | Duinweg Oosterend 14 en 16, ook Lijkweg 6 lijkt voor deel in gebruik (tot 2010: Oosterend 29) | 53° 24' 18" NB, 5° 22' 34" OL | 35126 | Meer afbeeldingen |
| Boerderij met voorhuis met gepleisterde gevel en schuur met uitgebouwde schoorstenen  | Boerderij                | 1878              |           | Lijkweg 4 (tot 2010: Oosterend 31)                                                            | 53° 24' 18" NB, 5° 22' 36" OL | 35127 | Meer afbeeldingen |
| Stinswier van de Popmastins                                                           | Archeologisch monument   | late middeleeuwen |           | bij Oosterend 6, zichtbaar vanaf de Perkweg                                                   | 53° 24' 9" NB, 5° 22' 40" OL  | 46018 | Meer afbeeldingen |

## West-Terschelling
De plaats West-Terschelling (Fries: West-Skylge) telt 60 inschrijvingen in het rijksmonumentenregister. Zie de Lijst van rijksmonumenten in West-Terschelling voor een overzicht.
Achtkarspelen ·
Ameland ·
Dantumadeel ·
De Friese Meren ·
Harlingen ·
Heerenveen ·
Leeuwarden ·
Noardeast-Fryslân ·
Ooststellingwerf ·
Opsterland ·
Schiermonnikoog ·
Smallingerland ·
Súdwest-Fryslân ·
Terschelling ·
Tietjerksteradeel ·
Vlieland ·
Waadhoeke ·
Weststellingwerf